# لجلجة
اللَّجْلَجَة  أو تكرار مقاطع الكلام هي عَرّة مُعَقدة، وهي اضطرابٌ لغوي يَتسم بتكرار لا إرادي للمقاطع الكلامية، والكمات، والعبارات الكلامية.
لهذا الاضطراب سماتٌ مماثلة للعَرّات المعقدة الأخرى، مثل المُصاداة أو البُذاء، ولكنه يعتمد على الكلام الصحيح سياقيًا.
في البداية، وصف ألكسندر أخيل سوكيه هذا الاضطراب في مريض مصاب بسكتة دماغية أدت إلى إصابته بشلل نصفي، على الرغم من أن إدوارد بريسو قد وصف حالة مشابهة على أنها «مُصاداة تلقائية» عام 1899.

## التصنيف
تُعد اللَجْلَجَة حبسة -وهي اضطراب لغوي-، لا يجب الخلط بينهما وبين اضطرابات الكلام، حيثُ لا توجد صعوبة في تكوين الكلام الداخلي.

## السمات
تُعَرَّف اللَجْلَجَة على أنها تكرار كلمات أو عبارات المتحدث، غالبًا لعدد متفاوت من التكرارات. الوحدات المكررة غالبًا ما تكون أقسام كاملة من الكلمات وأكبر من المقاطع الصوتية، مع تكرار الكلمات غالبًا ما يكون متبوعًا بعبارات ثم مقاطع صوتية أو أصوات.

## الأسباب
تحدث اللَجْلَجَة في مجموعة متنوعة من الاضطرابات العصبية - كثيرًا ما تحدث في متلازمة توريت، ومرض آلزهايمر، والشلل فوق النووي المترقي. يمكن أن يحدث هذا التدهور في المادة السوداء عندما يؤدي نقص إنتاج الدوبامين إلى فقدان وظيفته. يمكن أن يحدث -أيضًا- في مجموعة متنوعة من الاضطرابات الجينية شاملةً متلازمة الكروموسوم إكس الهش، متلازمة برادر- فيلي، وطيف التوحد.

## التشخيص
ينبغي تمييز اللَجْلَجَة عن اضطرابات العَرّة الأخرى (مثل المُصاداة)، أو التلعثم، أو التأتاة النبرية [الإنجليزية].
تميل التكرارات اللَجْلَجَيَّة إلى التكوين من أقسام كاملة من الكلمات، والعبارات التي غًالبا ما تتكر عدة مرات. ولا يجد المتحدث صعوبة في بدء الكلام.